# Snowshill
Snowshill è un villaggio e parrocchia civile dell'Inghilterra, appartenente alla contea del Gloucestershire.

## Storia
Le prime tracce dell'abitato risalgono all'Età del Bronzo.